# Phalacrus nigrinus
Phalacrus nigrinus is een keversoort uit de familie glanzende bloemkevers (Phalacridae). De wetenschappelijke naam van de soort werd in 1802 gepubliceerd door Thomas Marsham.